# Poromya granulata
Espèce
Synonymes
- Corbula granulata Nyst & Westendorp, 1839[2]
- Cumingia parthenopaea Tiberi, 1855[2]
- Embla korenii Lovén, 1846[2]
- Panomya granulata (Nyst & Westendorp, 1839)[2]
- Poromya anatinoides Forbes, 1844[2] [3]
- Poromya rotundata Jeffreys, 1876[2]

Poromya granulata est une espèce de mollusques bivalves de famille des Poromyidae. Ce bivalve a la particularité d'être carnivore. On le trouve dans la partie nord de l'océan Atlantique.

## Description
Poromya granulata est un coquillage de couleur blanc terne avec des valves en forme de dôme qui peut atteindre environ 18 mm de long . Les valves sont minces et fragiles, subequivalve et subequilateral. Elles ont une forme ovale avec un bord antérieur arrondi. La surface des valves est sculptée de fine ligne concentriques et est couverte de rangées de fines granulations. Les marges sont lisses et le ligament est surtout interne. La valve droite a une seule dent cardinal et la valve gauche a une crête en forme de dent latérale et une prise pour la dent cardinale de la valve droite. L'intérieur des valves est nacré et la ligne palléale a un vaste sinus peu profond.

## Distribution et habitat
Poromya granulata a une distribution subarctiques et boréale de chaque côté de l'océan Atlantique Nord. Autour des îles britanniques, il est plus fréquent dans le nord. Au large de la côte nord-américaine son aire de répartition s'étend au sud jusqu'aux Antilles. On le trouve habituellement partiellement enterré dans le sable des fonds marins à des profondeurs océaniques allant de 70 à 500 m,.

## Biologie
Contrairement à la majorité des mollusques bivalves, Poromya granulata est carnivore. Il se nourrit principalement de petits crustacés, mais est également charognard. Le siphon inhalant est agrandi et modifié dans un organe en forme de capot qui peut capturer des proies. L'eau est aspirée par ce siphon et pompée hors du petit siphon exhalant. Le grand siphon peut être rétracté rapidement quand il a piégé un élément de nourriture. Ce faisant, il se met à l'envers et transporte la nourriture à la bouche. Il s'agit d'une ouverture dans l'enveloppe et conduit à un gésier, où l'aliment est broyé avant de passer dans l'intestin. Le sang contient des amibocytes rouges contenant de l'hémoglobine.

## Publication originale
- Nyst & Westendorp, 1839 : Nouvelles recherches sur les coquilles fossiles de la province d'Anvers. Bulletin de l'Académie Royale des Sciences, des Lettres et des Beaux-Arts de Belgique, vol. 6, n. 2, pp. 393-414 ([Lien texte intégral/introduction]) (en).